# Mathieu Valbuena
Mathieu Valbuena (Bruge, 28 de setembre de 1984) és un futbolista internacional francès que juga a l'Olympique de Lió de la Ligue 1. És conegut pel seu control del ritme de joc, habilitat tècnica, i intensitat. Ha estat descrit pel seu exentrenador al Libourne Saint-Seurin, Didier Tholot, com a "un jugador explosiu que és capaç d'eliminar dos jugadors ràpidament per crear espais, gràcies a la seva capacitat de driblatge." A causa de la seva baixa estatura, Valbuena rep el renom de le petit vélo, que vol dir "la petita bicicleta". Es tracta d'un joc de paraules que relaciona la baixa estatura de Valbuena i el fet que el camp de l'Olympique de Marseille d'anomena Stade Vélodrome.
El 13 de maig de 2014, l'entrenador de la selecció francesa Didier Deschamps el va incloure a la llista final de 23 jugadors que representaren França a la Copa del Món de Futbol de 2014.